# Македония – Траки
Вижте пояснителната страница за други значения на Македония.
„Македония – Траки“ (на гръцки: Μακεδονία - Θράκη) е гръцки двуседмичен вестник, издаван в Атина, Гърция, от 1954 до 1969 година.
Първият брой излиза на 1 септември 1954 г., а последният на 31 март 1969 г. Подзаглавието на вестника е Петдесетдневен вестник, публикуван в Атина, инструмент на интересите на атинските македонци и тракийци и по-общо на хората от Северна Гърция. (Δεκαπενθήμερος έφημερίς εκδιδομένη έν 'Αθήναις, όργανον των συμφερόντων των έν 'Αθήναις Μακεδόνων καί Θρακών καί γενικώτερον τής Βορείου Ελλάδος). От вестника излизат общо 150 броя.